# Zatoka Merabelska
Zatoka Merabelska (gr. Κόλπος Μιραμπέλου Kolpos Mirambelu) – głęboka zatoka Morza Egejskiego, położona u północnych wybrzeży wschodniej Krety, należąca do Grecji (nomos Lasiti). Oddziela masyw Dikti na zachodzie od pasma wzgórz na wschodzie, obejmującego góry Thripti i Ornon. Nad zachodnim wybrzeżem zatoki leży miejscowość Ajos Nikolaos. W zatoce jest położona wyspa Spinalonga. Nad wybrzeżem zatoki znajduje się znajdują się ruiny dwóch osad z okresu klasycznego: Olus oraz  Lato. Na terenie stanowiska archeologicznego Gurnia oraz na wysepkach Psira i Mochlos znajdują się pozostałości osad z okresu późnominojskiego.